# Éric Chabbert
Pour les articles homonymes, voir Chabbert.
Éric Chabbert, né le 29 octobre 1964  à Nancy, est un dessinateur de bande dessinée français.

## Biographie
Après des études de philosophie sanctionnées par une licence et une école supérieure de commerce, Éric Chabbert commence une carrière de publicitaire. Grâce à un concours organisé par le magazine Vécu de Glénat, il publie ses premières planches au sein de cette revue.
En 2019, sur un scénario de François de Closets et Éric Corbeyran, il assure le dessin du tome 1 de la série Les Guerres d'Albert Einstein, un album accueilli favorablement par les médias,, la série consacrée à Albert Einstein étant prévue en deux volumes (Hachette Comics).

## Œuvre

### Albums
- BlackStone, scénario d'Éric Corbeyran, Glénat - Grafica

1. Les Magiciens (2012)
2. New York (2013)

- Docteur Monge, scénario de Daniel Bardet, Glénat - Bulle Noire

1. Hermine (1998)
2. La Chapelle blanche (1999)
3. La Mort au ventre (2000)
4. Le Cygne d'argent (2001)[3]
5. Les Chiens rouges (2002)
6. La part d'ombre (2006)[4]

- Les guerres d'Albert Einstein, Robinson Hachette Comics

1. Les guerres d'Albert Einstein - T1 (2019)[1],[2]

- Nova Genesis, scénario de Pierre Boisserie, Glénat - Grafica

1. Denver (2003)[5],[6]
2. Grand Canyon (2004)
3. Libre espace (2005)
4. Orion (2007)

- Uchronie(s), scénario d'Éric Corbeyran, Glénat - Grafica. Saison 1
  - Épilogue (2011)
  - New Byzance :

1. Ruines (2008)[7]
2. Résistances (2009)[8]
3. Réalités (2010)

- Shadow Banking, Glénat, coll. Grafica

1. Le Pouvoir de l'ombre, scénario : Éric Corbeyran et Frédéric Bagarry, couleurs : Luca Malisan (2014)[9]
2. Engrenage, scénario : Éric Corbeyran et Frédéric Bagarry, couleurs : Stambecco (2015)
3. La Bombe grecque, scénario : Éric Corbeyran, couleurs : Stambecco (2016)
4. Hedge Fund Blues, scénario : Éric Corbeyran et Sylvain Lacaze, couleurs : Jean-Marc Stalner (2017)[10]
5. Fallen angels, scénario : Éric Corbeyran, couleurs : Jean-Marc Stalner (2019)

- Outlaws

1. Tome 1 : Le cartel des cimes, avec Sylvain Runberg, Dupuis (2022)